# Arrondissement di Arcachon
L'arrondissement di Arcachon è una suddivisione amministrativa francese, situata nel dipartimento della Gironda e nella regione della Nuova Aquitania. È stato creato nel 2006 per scorporo di alcuni cantoni dall'arrondissement di Bordeaux.

## Composizione
L'arrondissement di Arcachon raggruppa 17 comuni in 4 cantoni:
- Cantone di Arcachon
- Cantone di Audenge
- Cantone di Belin-Béliet
- Cantone di La Teste-de-Buch